# 5-дюймовая гаубица
5-дюймовая гаубица (англ. Ordnance BL 5-inch howitzer) — орудие Королевской полевой артиллерии с разрывными снарядами, созданное после решения сосредоточиться на шрапнели для полевых орудий в 1890-х годах.

## Использование
Эти гаубицы использовалось Королевской полевой артиллерией и успешно применялись в Битве при Омдурмане в 1898 году. Во время этой кампании они удостоились чести быть первыми британскими пушками, стрелявшими новыми лиддитовыми снарядами в боевой обстановке.
Майор Д. Холл утверждает, что во время Второй англо-бурской войны лиддитовые снаряды часто не взрывались; орудие было слишком тяжёлым для использования в качестве полевой гаубицы, а для осадного применения его дальность стрельбы была слишком короткой, а снаряд — слишком лёгким. Однако он добился некоторого успеха в Натале, когда смог подобраться достаточно близко, чтобы бомбардировать войска буров в траншеях.
К 1908 году она устарела и был заменена в британских регулярных армейских бригадах современной 4,5-дюймовой гаубицей.
Бригады территориальных сил, однако, продолжали использовать гаубицу в Первой мировой войне в 1916 году, в том числе, в частности, в Восточноафриканской кампании.
Более лёгкий 18,14 кг снаряд с начинкой из аммотола заменил оригинальный 22,68 кг лиддитовый снаряд в начале Первой мировой войны вместе с увеличением кордита с 11 унций 7 драмов до 14 унций 5 драмов, это увеличило максимальную дальность стрельбы с 4800 до 6500 ярдов (5900 м). Административная ошибка привела к тому, что новые 18,14 кг снаряды были отправлены в Галлиполи без таблиц дальности или ключей взрывателей для новых типовых взрывателей, что сделало их бесполезными.

## Боеприпасы
|                                                                    |                           |                                     |                       |
| Кордитовые картузы 11 унций 7 драмов Mk V для 50-фунтового снаряда | 50-фунтовый снаряд Mk III | 50-фунтовый лиддитовый снаряд Mk IV | T Friction tube Mk IV |